# Sweden Valley
 (août 2025).
Sweden Valley est une census-designated place située dans le comté de Potter, dans l’État de Pennsylvanie, aux États-Unis. Lors du recensement de 2020, elle compte 197 habitants.